# Orthopristis ruber
Orthopristis ruber är en fiskart som först beskrevs av Cuvier, 1830.  Orthopristis ruber ingår i släktet Orthopristis och familjen Haemulidae. Inga underarter finns listade i Catalogue of Life.